# João Moreira (artista plástico)
João Moreira (Lisboa, 23 de fevereiro de 1962) é um artista plástico português.
Estudou no Ar.Co - Centro de Arte & Comunicação Visual e na Sociedade Nacional de Belas Artes, tendo sido aluno de Rolando Sá Nogueira.
Durante três anos, foi monitor de artes plásticas no projeto "Dar à Costa", parte do "Programa Escolhas", um programa governamental de âmbito nacional integrado no Alto Comissariado para a Imigração e Diálogo Intergeracional. Atualmente, oferece voluntariamente aulas de desenho e pintura no bairro das Terras da Costa da Caparica, cidade onde reside.
Expondo desde a década de 1980, a maioria das suas obras foi apresentada na área metropolitana de Lisboa, incluindo na Galeria Novo Século, Fundação Calouste Gulbenkian, Galeria Altamira, Cooperativa Árvore, Museu Municipal Amadeu Sousa Cardoso, Fórum de Arte Contemporânea, Espaço Cultural das Mercês, entre muitos outros locais.
Participou em várias edições da Bienal da Festa do Avante, em 1981, 1983 e 1985, e da Bienal de Cerveira, em 1982 e 1984, além de exposições em várias cidades do Norte e Centro de Portugal. A ilha da Madeira acolheu os seus trabalhos em várias ocasiões, e internacionalmente, destacou-se com uma exposição em Milão, na Itália, em 2003.
Em 2010, criou um mural no Bar OitoNove, em Lisboa, e desenvolveu o projeto "H2O" para a empresa Revigrés. 
Nos últimos anos, participou em várias exposições coletivas e individuais, incluindo na livraria Lerdevagar e na Galeria Sete, em Coimbra. Expôs ainda, individualmente, na Galeria da Junta de Freguesia de Cascais.
As suas obras fazem parte de coleções particulares no Governo Regional da Madeira, no Boston Consulting Group, na Copicanola e no Hotel Villa Rica.
Em 2021, arrecadou uma menção honrosa na X Bienal de Pintura de Pequeno Formato - Prémio Joaquim Afonso Madeira, na Moita.
É filho do conceituado pintor português do século XX João Califórnia.